# Carboeiro (Silleda)
Carboeiro (oficialmente Santa María de Carboeiro) es una parroquia española del municipio pontevedrés de Silleda, en la comunidad autónoma de Galicia.

## Historia
Hacia mediados del siglo XIX, la parroquia tenía contabilizada una población de 165 habitantes. Aparece descrita en el quinto volumen del Diccionario geográfico-estadístico-histórico de España y sus posesiones de Ultramar de Pascual Madoz con las siguientes palabras:

CARBOEIRO (Sta. Maria de): felig. en la prov. de Pontevedra (8 leg.), part. jud. de Lalin (2), dióc. de Lugo, ayunt. de Chapa (1/2): sit. en la márg. izq. del r. Deza, con libre ventilacion y clima bastante sano. Tiene unas 33 casas repartidas en el l. de su nombre y en otras ald. insignificantes. La igl. parr. dedicada á Sta. Maria, es aneja de la de San Juan de Saidres, con la que confina al SE.; con la de Breija por SO:; con la de Ansemil al O., y por la parte del N. con el espresado r. Deza, sobre el cual hay un puente de piedra de un solo arco, y en las inmediaciones de este, un monast. de monjes Benedictinos que segun dicen fué edificado en 926, y consagrada su igl., que era de 2 naves y contenia preciosas reliquias, por D. Ero ob. de Lugo, y San Rosendo ob. de Iraflavia; despues fué incorporado al conv. de San Martin en Santiago con el nombre de priorato, redituaban sus fincas mas de 30,000 rs. anuales. El terreno participa de monte y llano, es de buena calidad y abunda de aguas frias y sulfurosas en ambas orillas del r., no lejos del referido puente, las cuales sin embargo de producir buenos efectos medicinales: no son frecuentadas síno por gente pobre, sin duda porque su localidad ofrece pooas comodidades. prod.: algun trigo, centeno, maiz, lino, legumbres, hortaliza, yerbas de pasto y otros frutos: mantiene ganado vacuno, de cerda, lanar y cabrio; hay caza y pesca de varisa clases. pobl.: 33 vec., 165 alm. contr.: con su ayunt. (V.)
(Madoz, 1846, p. 540)

En la actualidad, pertenece al municipio de Silleda. En 2022, tenía empadronados 53 habitantes.

## Patrimonio

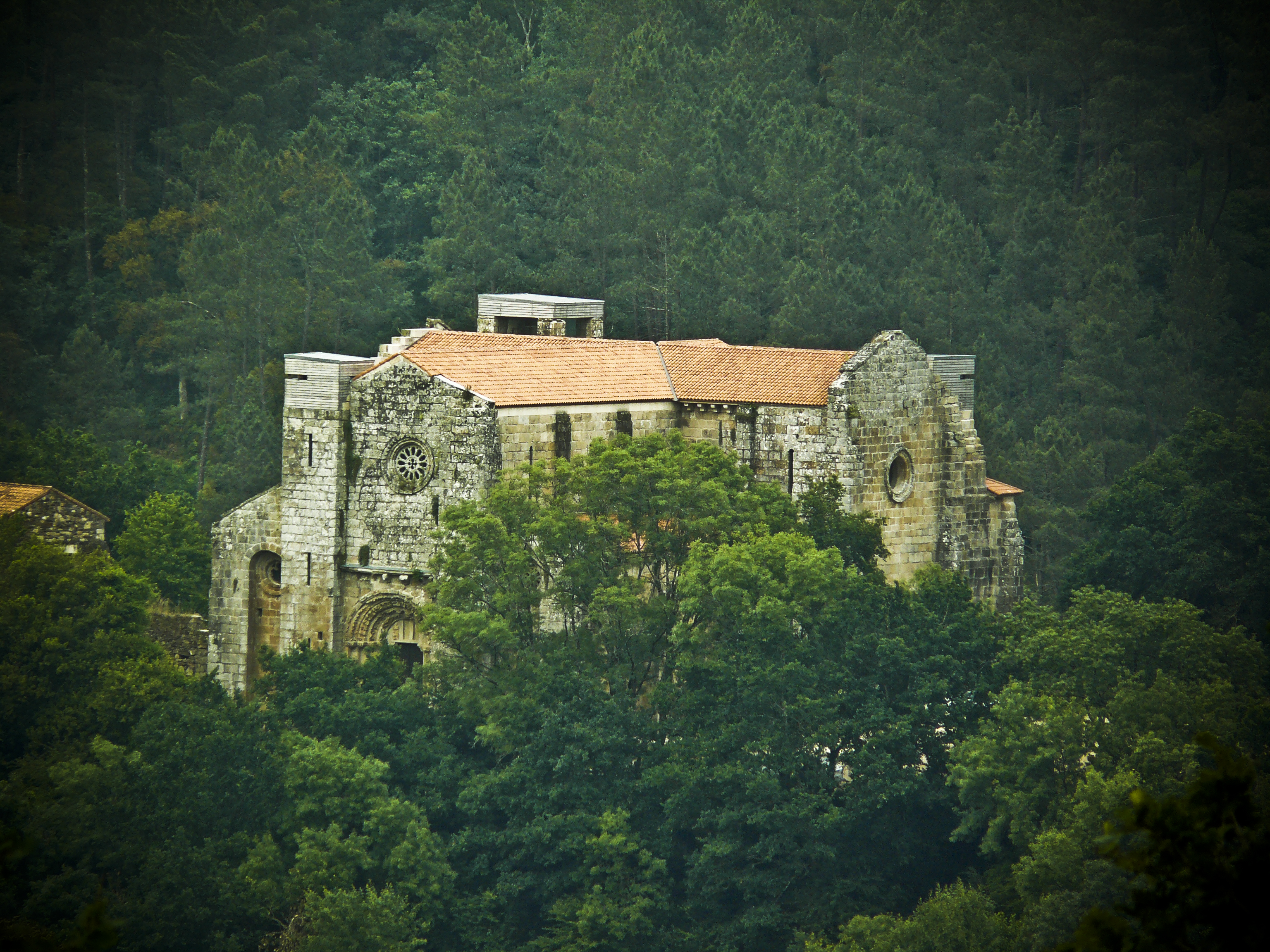
Vista del monasterio

Sito en el término de la parroquia está el monasterio de San Lorenzo de Carboeiro, fundado en el siglo X.